# Etran Finatawa
Etran Finatawa es una banda de Níger, formada en 2004 durante el Festival en el desierto cerca de Tombuctú, Malí. La música de Etran Finatawa combina la música tradicional de los pueblos Bororo y Tuareg con instrumentos occidentales como la guitarra eléctrica.
Desde 2005, han realizado numerosas giras por Europa, Estados Unidos, Canadá y Australia. En 2007, su álbum de debut Introducing Etran Finatawa (2006) fue nominado a un premio BBC Radio Award for World Music. En 2008, publicaron su continuación, Desert Crossroads y en 2010 lanzaron Tarkat Tajje/Let's Go. En 2013, la banda publicó su cuarto álbum, The Sahara Sessions.
El nombre de la banda significa "las estrellas de la tradición".

## Discografía
Álbumes de estudio
- Introducing Etran Finatawa (2006)
- Desert Crossroads (2008)
- Tarkat Tajje/Let's Go (2010)
- The Sahara Sessions (2013)

Colaboraciones
- The Rough Guide to Desert Blues (2010, World Music Network)
- The Rough Guide to Acoustic Africa (2013, World Music Network)
- Etran - canción de Disclosure (2020)